# Stratford-upon-Avon

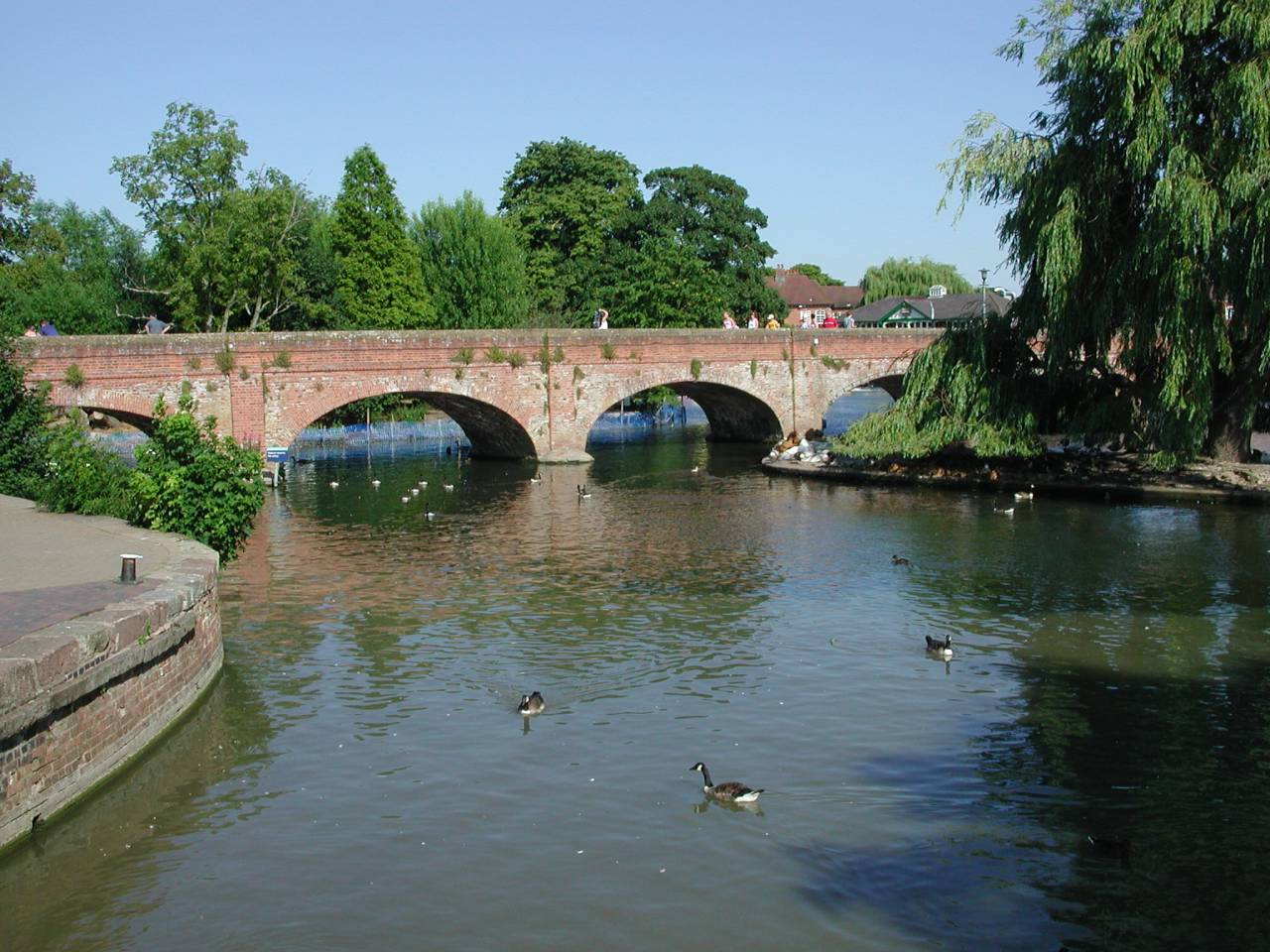
Brücke der ehemaligen Stratford and Moreton Tramway über den Fluss Avon

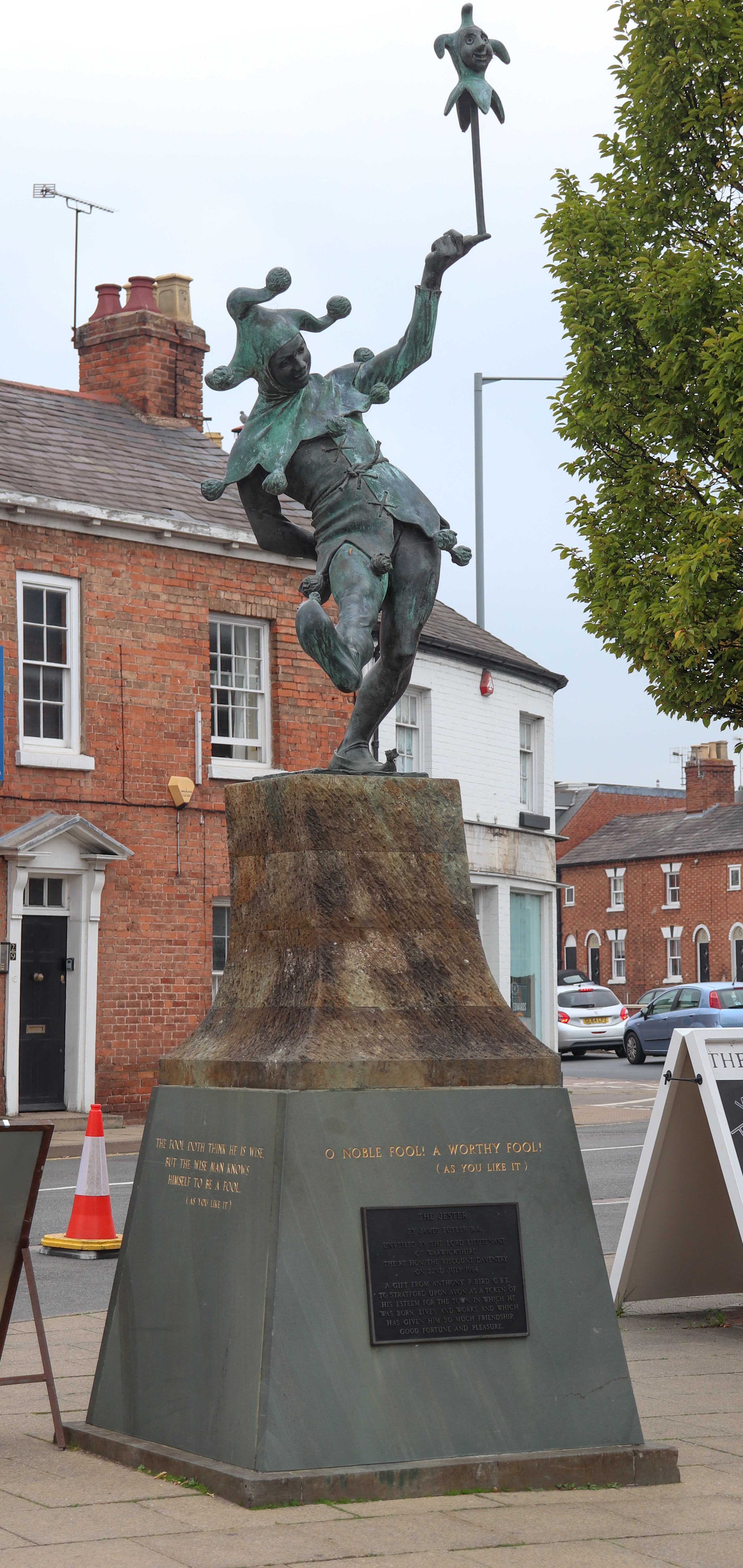
The Jester, Skulptur von James Walter Butler

Stratford-upon-Avon [ˌstrætfərd əˌpɒn ˈeɪvən] ist eine Stadt in der englischen Grafschaft Warwickshire. Der nahe Birmingham gelegene Ort zählt rund 23.700 Einwohner (2001) und ist der Verwaltungssitz des ähnlich lautenden Distrikts Stratford-on-Avon. Stratford ist vor allem als Tauf- und Sterbeort von William Shakespeare berühmt. Neben einigen Industrien, wie zum Beispiel Aluminiumverarbeitung und Bootsbau, ist die Stadt vor allem ein bedeutendes Touristenzentrum.

## Geschichte
Der Name Stratford stammt aus dem Angelsächsischen: strete ford  bedeutet Straßenfurt und weist auf die Stelle hin, an der in römischer Zeit die Straße den Avon querte. 1196 gründete der Bischof von Worcester dort eine Stadt und sicherte ihr die königlichen Marktrechte zu. Zur Zeit Shakespeares hatte Stratford ca. 800 Einwohner. Bei dem Ausbruch der Pest im Jahr 1675 starben 238 Menschen. Das bedeutete für lange Zeit den Niedergang der Stadt. Erst nach 1760 wurde sie wieder in das Bewusstsein der englischen Bevölkerung gehoben, als der berühmte Schauspieler David Garrick dort eine dreitägige Gedenkveranstaltung zu Ehren Shakespeares organisierte. Er beteiligte sich 1767 auch an der Finanzierung für den Bau des Rathauses, das er Shakespeare Hall nannte. Mit dem Ausbau des Eisenbahnverkehrs und anderer Verkehrswege im 19. Jahrhundert entwickelte sich Stratford zu einem bedeutenden Touristenzentrum.

## Tourismus
Die Stadt wird jährlich von über zwei Millionen Menschen besucht. Hauptattraktionen sind die Stätten, die einen – wenn auch teilweise nur vagen – Bezug zu Shakespeare und seinem Werk haben.
Allen voran das vermutete Geburtshaus des Dichters in der Henley Street. Hier wurde 1564 zumindest ein „William Shakspere“ getauft, dessen Vater John Shakespeare hier seine Werkstatt hatte. Es stammt aus dem frühen 16. Jahrhundert und ist ein Beispiel für ein typisches Haus der englischen Mittelklasse jener Zeit. Es ist ein Fachwerkhaus, mit braun gestrichenen Holzbalken, die Zwischenräume gefüllt mit Flechtwerk und Lehm. Das Gebäude ist gut restauriert und kann besichtigt werden, im Inneren findet man Einrichtungsgegenstände aus der elisabethanischen Zeit, allerdings kein einziges Teil, das wirklich Shakespeare gehört hat.
Die Grammar School in der Church Lane bestand schon seit dem 15. Jahrhundert, und es ist sehr wahrscheinlich, wenn auch nicht sicher, dass William Shakespeare dort Schüler war. Als Sohn eines gut angesehenen Bürgers der Stadt (John Shakespeare war unter anderem Ratsherr in Stratford) ist es kaum denkbar, dass er nicht zur Schule gegangen sein sollte. Es existieren allerdings keine entsprechenden Schulunterlagen mehr.
In der Straße Old Town liegt Halls’s Croft, ein malerisches altes Fachwerkhaus, das ehemals Dr. John Hall gehörte, dem Schwiegersohn Shakespeares.
New Place, das Haus in der Chapel Street, das Shakespeare sich 1597 von seinem nicht unbeträchtlichen Vermögen kaufte, steht heute nicht mehr. Es wurde 1759 von seinem damaligen Besitzer abgerissen, weil er sich von den Scharen von neugierigen Besuchern belästigt fühlte. Die Touristen können heute nur noch den Garten besichtigen, in dem noch die Fundamente des Hauses zu sehen sind.
Innerhalb eines kleinen Friedhofes am Stadtrand von Stratford befindet sich die Holy Trinity Church mit dem Grab Shakespeares, einem Gedenkstein und einer Steinbüste. In der Nähe seines Grabes befindet sich auch die letzte Ruhestätte des deutschen Schriftstellers Hans Rothe, der u. a. sämtliche Werke Shakespeares ins Deutsche übersetzt hat.
Weitere Shakespeare-Gedenkstätten befinden sich in der Nähe des Ortes. Anne Hathaway’s Cottage, das Geburtshaus von Shakespeares Ehefrau, liegt in dem kleinen Dorf Shottery, knapp zwei Kilometer außerhalb Stratfords, und das Haus von Mary Arden, seiner Mutter, in Wilmcote, etwa fünf Kilometer entfernt.
Ein wichtiges Gebäude aus neuerer Zeit ist das weltweit beachtete Royal Shakespeare Theatre, das 1932 unter dem Namen Shakespeare Memorial Theatre (Shakespeare-Gedächtnistheater) erbaut und 1961 umbenannt wurde. Es steht am Ufer des Flusses Avon und ist das zentrale Haus der Royal Shakespeare Company.

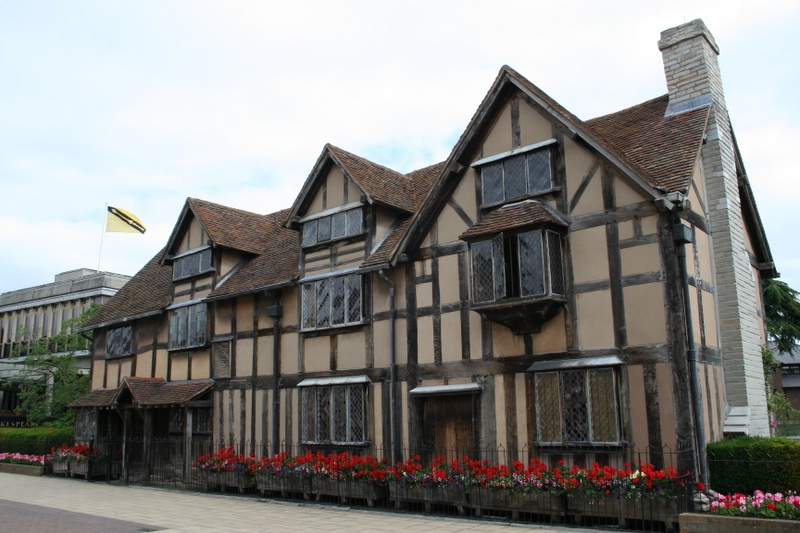
Shakespeares Geburtshaus
Stratford Grammar School
Hier stand Shakespeares New Place
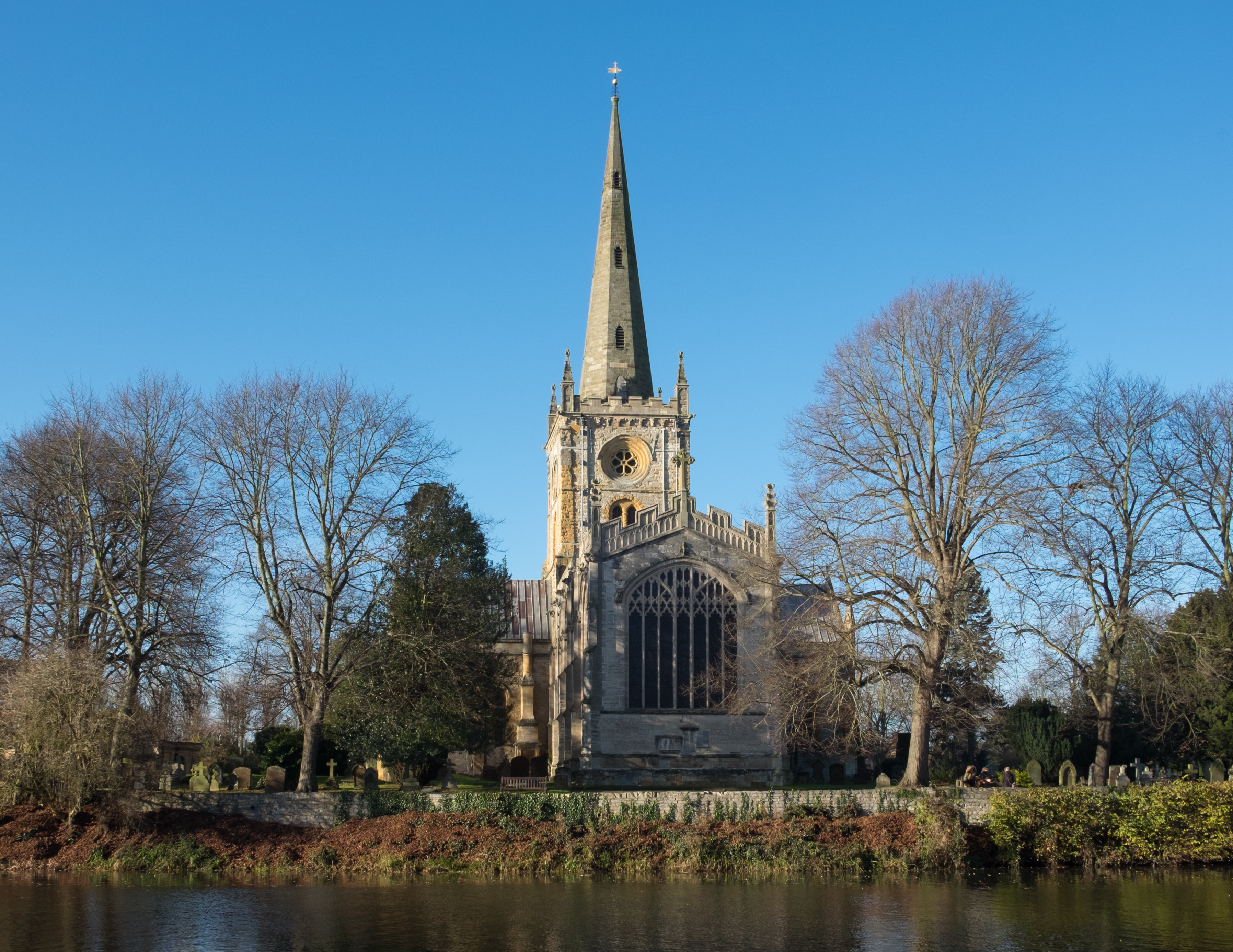
Holy Trinity Church
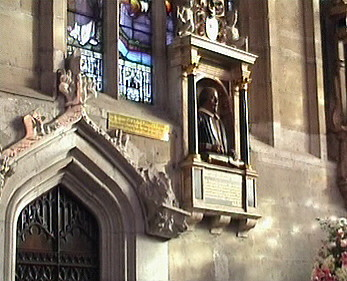
Shakespeares Gedenkbüste in der Holy Trinity Church
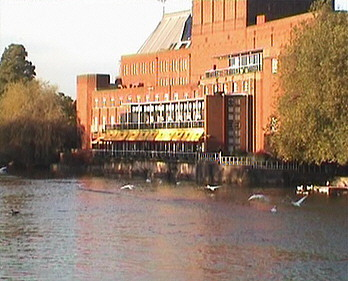
Das Royal Shakespeare Theatre

## Verkehr
Die Industrielle Revolution hatte die Gegend um Birmingham zu einem der bedeutendsten Industriegebiete in England gemacht. Ein Grund dafür war der Reichtum an Bodenschätzen, vor allem an Steinkohle. Zum Transport der Güter wurde um 1800 ein weitverzweigtes Netz von Narrowboat-Kanälen gebaut. Der 1816 fertiggestellte Stratford-upon-Avon-Kanal ermöglichte in Stratford den Anschluss an den Fluss Avon.
Die Stratford and Moreton Tramway wurde zwischen 1821 und 1826 gebaut; sie verband das Ende des Stratford-on-Avon-Kanals in Stratford mit Moreton-in-Marsh. 1836 wurde außerdem eine Stichstrecke nach Shipston-on-Stour eröffnet. Ursprünglich handelte es sich um eine reine Pferdebahn. Der Abschnitt zwischen Moreton und Shipston wurde 1889 auf Dampfbetrieb umgestellt. Der Betrieb auf dem restlichen Abschnitt nach Stratford wurde Anfang des 20. Jahrhunderts eingestellt.
Rund zehn Kilometer nördlich von Stratford-upon-Avon verläuft der Motorway M40, mit dem der Ort über die Fernstraße A46 verbunden ist. Mit der Eisenbahn kann Stratford-upon-Avon durch die Eisenbahnunternehmen Central Trains aus Richtung Birmingham und Chiltern Railways aus Richtung London erreicht werden. Der Ort ist auch an das weitläufige englische Narrowboat-Kanalsystem angebunden, das heute primär der Freizeitschifffahrt dient.

## Partnerstädte
- Stratford (Connecticut), USA
- Stratford (Ontario), Kanada
- Stratford (Prince Edward Island), Kanada
- Stratford, Neuseeland
- Doha, Katar
- L’Isle-Adam, Frankreich

## Söhne und Töchter der Stadt
- William Shakespeare (1564–1616), Dichter
- William Henry Flower (1831–1899), Arzt
- George Macaulay Trevelyan (1876–1962), Historiker
- Halliwell Hobbes (1877–1962), Schauspieler
- Guy Dugdale (1905–1982), Bobfahrer
- Eric Oliver (1911–1980), Motorradrennfahrer
- Alexander Eric Moulton (1920–2012), Ingenieur
- Colin Blakemore (1944–2022), Neurowissenschaftler
- David P. Graham (* 1951), Komponist
- Sarah Douglas (* 1952), Schauspielerin
- Sian Thomas (* 1953), Schauspielerin
- Adrian Newey (* 1958), Renningenieur
- Kate O’Toole (* 1960), irische Schauspielerin
- Andy Palmer (* 1963), Ingenieur und Manager
- Gordon Ramsay (* 1966), Koch
- Marc Elliott (* 1979), Schauspieler
- Daniel Brocklebank (* 1979), Schauspieler
- Megan Giglia (* 1985), Behinderten-Radsportlerin
- James Cottriall (* 1986), Musiker
- Andrew Pozzi (* 1992), Hürdenläufer